# 1520
Évszázadok: 15. század – 16. század – 17. század
Évtizedek: 1470-es évek – 1480-as évek – 1490-es évek – 1500-as évek – 1510-es évek – 1520-as évek – 1530-as évek – 1540-es évek – 1550-es évek – 1560-as évek – 1570-es évek
Évek: 1515 – 1516 – 1517 – 1518 –  1519 – 1520 – 1521 – 1522 – 1523 – 1524 – 1525

## Események

### Határozott dátumú események
- február 6. – Országgyűlés Budán.
- május 20. – A török betörés feltartóztatása közben – a Korenica pataknál – elesik a törökverő horvát-szlavón-dalmát bán és püspök, graborjai Beriszló Péter.[1]
- június 7. – I. Ferenc francia király és VIII. Henrik angol király találkozója Camp du Drap d'or-ban.[2]
- június 15. – X. Leó pápa kiadja Exsurge, Domine („Ébredj fől, Uram”) kezdetű bulláját Luther ellen, melyben elrendeli, hogy Luther írásait nyilvánosan égessék el, és kiközösítéssel fenyegeti meg a szerzőt, ha 60 napon belül vissza nem vonja tételeit.[3]
- szeptember 22. – Meghal I. Szelim szultán, akit fia, Szulejmán követ az Oszmán Birodalom élén.[4]
- október 23. – Aachenben megkoronázzák V. Károly német-római császárt.[5]
- november 7. – II. Keresztély dán király kivégezteti a svéd nemességet a stockholmi vérfürdőben.
- november 28. – Ferdinand Magellan portugál hajós elsőként éri el a Csendes-óceánt, miután áthajózott Dél-Amerikában, az azóta róla elnevezett szoroson.
- december 10. – Luther Márton nyilvánosan elégeti a kiközösítéséről szóló pápai rendeletet.[3]

### Határozatlan dátumú események
- május – Török sereg tör be Dalmáciába és Boszniába, elfoglalja Szrebreniket és felgyújtja Knint.
- december – Oszmán követ érkezik Budára a török trónváltozás hírével.[4]

## Születések
- március 3. – Matthias Flacius horvát származású német evangélikus hittudós és egyháztörténész († 1575)
- október 5. – Alessandro Farnese bíboros († 1589)
- Haseki Fatma szultána, Mustafa herceg első asszonya
- Bekes Gáspár erdélyi politikus és hadvezér, akit a róla elnevezett Bekes-halmon temetnek el Vilniusban († 1579)

## Halálozások
- április 6. – Raffaello (Raffaello Santi) olasz festő és építész (* 1483)
- május 20. – Beriszló Péter horvát bán, veszprémi püspök, az oszmán-törökök elleni harcok egyik jeles hadvezére (* 1475)
- június 30. – II. Moctezuma azték uralkodó (* 1466 körül)
- szeptember 3. – Estei Hippolit volt esztergomi érsek, utóbb egri püspök és bíbornok (* 1482)
- szeptember 15. – Ilija Crijević raguzai horvát humanista költő (* 1463)
- szeptember 22. – I. Szelim, az Oszmán Birodalom kilencedik szultánja (* 1470)